# Hillsborough Stadium
Lo Hillsborough Stadium è un impianto sportivo di Sheffield, nel Regno Unito.
Si tratta del terreno interno dello Sheffield Wednesday, una delle formazioni calcistiche cittadine.

## Storia
Fu inaugurato il 2 settembre 1899, quando la squadra dello Sheffield Wednesday lasciò lo stadio nel quale disputava i suoi incontri casalinghi, l'Olive Grove. Il campo da calcio misura 105 × 68 metri mentre l'intero impianto dispone di 39.812 posti a sedere molti dei quali al coperto che ne fanno il maggiore della città.
Il record di affluenza è stato di 72.841 spettatori, registrato il 17 febbraio 1934 durante una partita di FA Cup fra la squadra di casa Sheffield Wednesday F.C. e Chesterfield F.C.

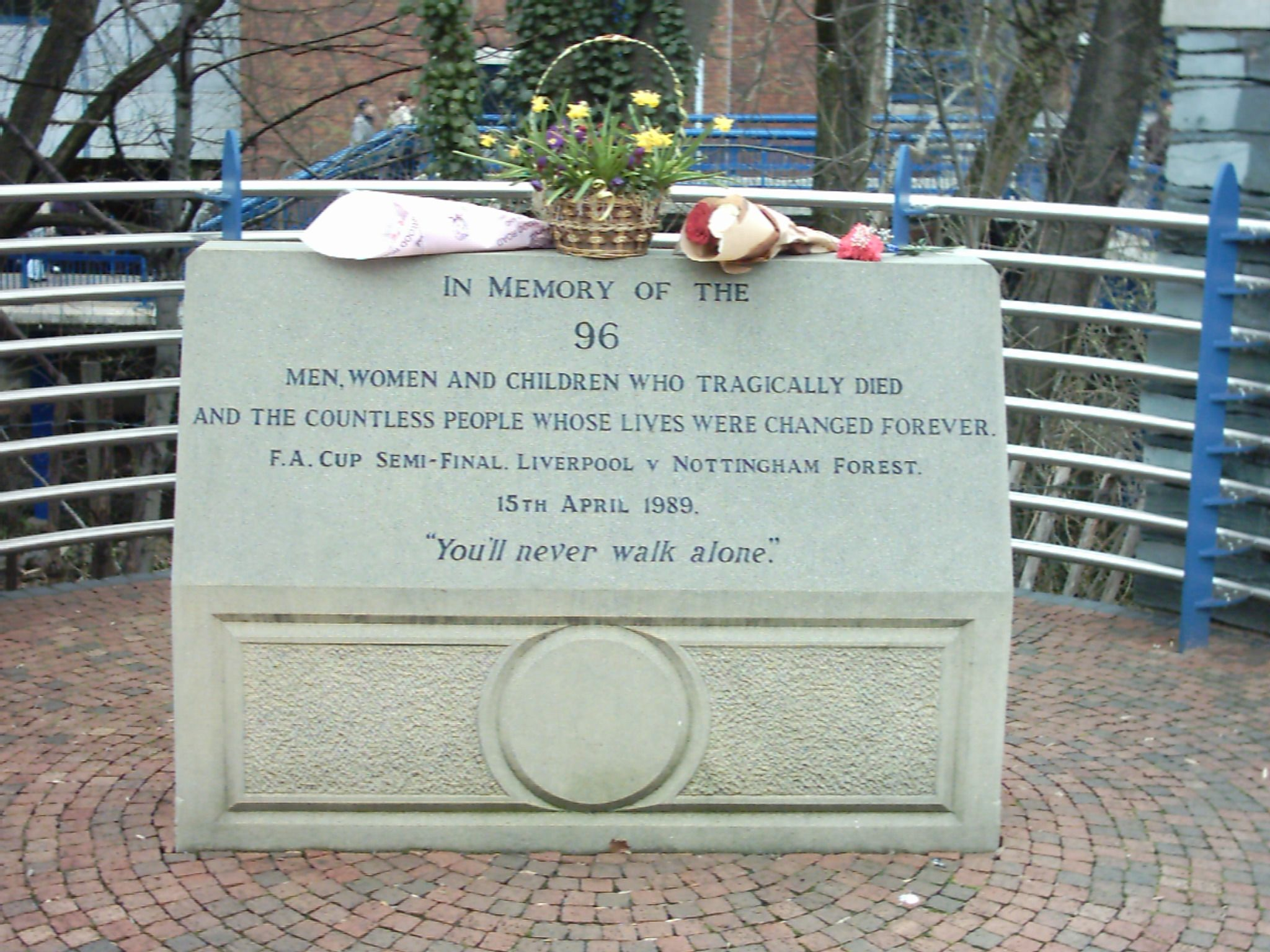
La lapide commemorativa della tragedia del 1989

Situato nel sobborgo di Owlerton – pochi chilometri a nord-ovest del centro della città – sorge in un'area collinare residenziale prossima al fiume Don e all'Hillsborough Park.
Agibile dal 1955 per gli incontri in notturna, è stato uno degli stadi impiegati durante i mondiali di calcio Inghilterra 1966 (vi si disputò il quarto di finale vinto per 4-0 dalla Germania contro l'Uruguay) e il campionato europeo di calcio 1996.
Il suo nome è tuttavia legato essenzialmente all'incidente conosciuto come strage di Hillsborough, accaduto il 15 aprile 1989 in occasione di un incontro di semifinale di FA Cup fra Nottingham Forest FC e Liverpool e nel quale perirono 96 supporter.
Nel dopoguerra è stato comunque uno dei principali stadi dell'Inghilterra, ospitando ventisette semifinali di FA Cup, fra cui quella conclusasi tragicamente nel 1989.
Nel 1977 alla ripetizione della finale di Football League Cup (la Coppa di Lega, attualmente Carabao Cup), disputata fra Everton e Aston Villa e terminata 1 a 1, assistettero oltre cinquantaduemila spettatori.

## Curiosità

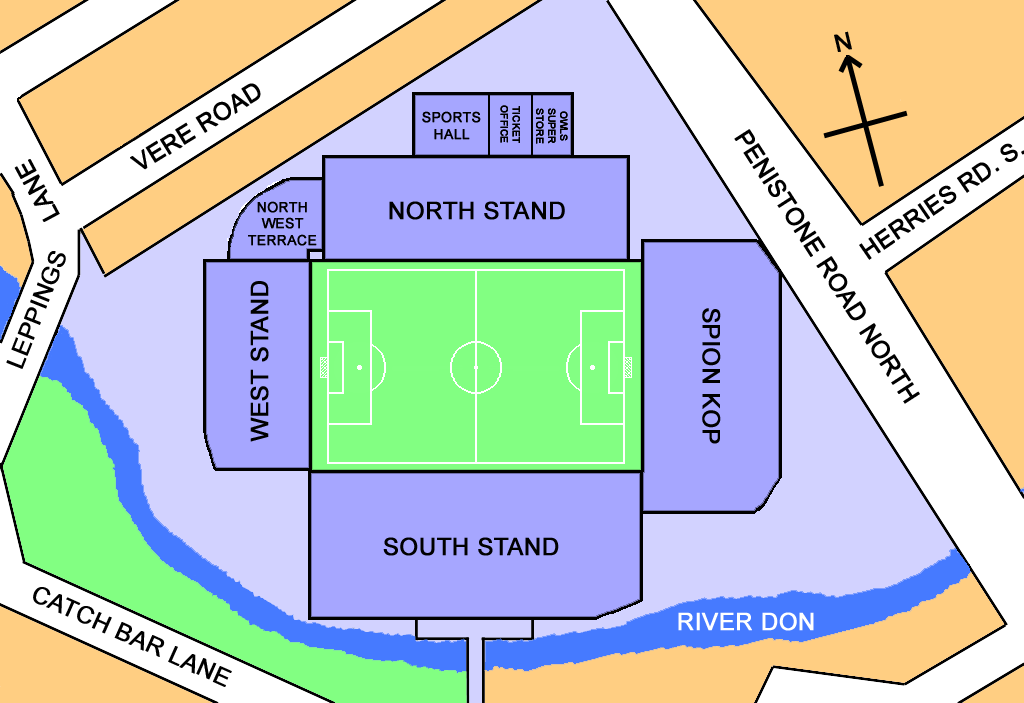
Rappresentazione grafica dell'Hillsborough Stadium

Una delle tribune dello stadio è intitolata, sia pure non ufficialmente, ed al pari di quelle degli stadi Anfield di Liverpool e St. Andrew di Birmingham, con il nome Kop a ricordo di una battaglia avvenuta durante la seconda guerra Anglo-Boera.
Nella battaglia - che ebbe luogo nel 1900 in Sudafrica presso la cima chiamata Spion Kop - morirono molti soldati britannici provenienti da Liverpool e inquadrati nel reggimento di fanteria del Lancashire.